# L'Écluse de novembre
Pour les articles homonymes, voir L'Écluse.
L'Écluse de novembre est un roman de Jacques Henrard publié en 1965.

## Résumé
À 21 ans, Graval, emprisonné pour collaboration avec l'occupant nazi, revient à Matadi, au Congo belge, et accuse Gabrielle, 14 ans, de l'avoir dénoncé et d'être responsable de sa condamnation à 3 ans de travaux agricoles alors qu'il était mineur. Il est mal accueilli et on brûle son bateau, qu'il vient de récupérer. Le roman traduit l'ambiance d'une communauté réticente à réintégrer cet homme qui s'exclut lui-même.

## Prix
Le prix Victor Rossel a été attribué à Jacques Henrard pour ce roman, en 1965,.